# Нечиста крв
Нечиста крв је психолошки модернистички роман српског писца Борисава Станковића, његов једини објављен током живота. Главни лик је Софка, последњи потомак некада угледне врањске породице. Говорећи о њој, Бора заправо говори о уздизању, дегенерацији и гашењу једне породице, о моралном изопачењу њених чланова, несрећи, клетви која пада на Софкина леђа и преноси се на њене потомке.
У часописима и листовима, највише у Политици, Станковић објављује приповетке и одломке из романа Нечиста крв, који ће у целости изаћи 1910. године. Први одломак, под истим именом, објављен је „више година" раније у нишкој „Градини” (што мора бити 1900-1901) а одломци „У амаму” и „Ефенди Мита” су фељтонизирани у „Политици”. Пишући о овом делу, Јован Скерлић констатује да је то "двострука добит за српску књижевност, не само што српска књижевност добија роман од велике вредности, него што се и потпуно разбија страх који је владао код оних који су највише веровали у оригинални и снажни таленат Борисава Станковића".
Иако је Нечиста крв једини завршени роман Борисава Станковића, то дело је било довољно да свом аутору донесе статус једног од најбољих српских романописаца. Када је књига о трагичној судбини врањанске лепотице објављена 1910. године, и критика и читаоци били су сагласни да је српска књижевност добила свој најбољи роман. Такав статус роман је одржао и до данас, у време када су многи аутори и романи с почетка 20. века заборављени.
На енглески језик је преведен 1932. године, и то под називом Sophka, према главној јунакињи. Преводилац је био Алек Браун. Роман Нечиста крв се оцењује као ремек-дело српске књижевности и као почетак модерне. Оригинални наслов је сматран незгодним и приликом превођења на немачки 1934.

## Заплет

### Софкино порекло
У предговору за роман, професор Предраг Петровић говори о сазнању на почетку романа, о томе како Софка потиче из угледне и богате врањанске породице, која након ослобађања југоисточне Србије од Турака доживљава економски слом и друштвени пад. Софка је последњи изданак старе варошке културе, која ће са јунакињином пропашћу и сама нестати у новоуспостављеним околностима. Петровић сматра да је роман Нечиста крв прича о неповратном угрушавању старог света, његових обичаја и знамења, које је приповедач испратио са меланхоличним жалом за временом које пролази, односећи лепоту, младост и снагу. У првим поглављима описана је Софка, најпре као девојчица, као сведок пропадања своје породице. Касније, Софка се појављује у можда једним од најинтригантнијих страница српске књижевности. Већи део једног од поглавља описује јунакињину физичку грађу, преко нарцисоидне сексуалности и аутоеротског задовољавања до завршне сцене са слугом Ванком. Раскошна лепота која никога од варошана не оставља равнодушним кључни је моменат Софкине гордости и свести о властитом бићу као о нечему изузетном и неупоредивим. У роману, Софка је убеђена да јој ниједна девојка не може прићи по изгледу, биће почетак њене пропасти, јер како сматра Петровић, ова митска коб подсећа на грчке античке трагедије када се појединац издигне изнад осталих смртника и тиме изазива гнев и казну богова.
| „                                | Више се знало и причало о њеним чукундедима и прамдедама него о њима самим: о оцу јој, матери, па чак и о њој — Софки. ... Не зна се који је од предака баш саму кућу подигао, али се знало да су од вајкада били тако богати. И тек за хаџи-Трифуна, од кога се они почели и хаџијама звати, знало се да је он први имао смелости да, после свога хаџилука, све то богатство, које до тада лежало скривено и нагомилано по подрумима, амбарима и шталама, изнесе, распореди и уздигне, да би могао „свет да гледа“. Сазидао је капију на свод и јаку као град. Горњи спрат куће подигао, окречио га и ишарао резбаријама. Собе је раскошно искитио најскупоценијим ћили мима, и старим и скупим сликама из Пећи, Свете Горе и Рила; по рафовима поређао сребрне сахане и златне зарфове. | ” |
| — Борисав Станковић, Нечиста крв | |   |

Представљена као биће изузетне лепоте, сензуалности и самосвести, Софка ће доживети драстичан пад удајом за Томчу, дванаестогодишњег дечака из богате сеоске породице недостојне хаџијског статуса и угледа ефенди-Митиног дома. Ефенди Мита, њен отац који је већину њеног живота провео одвојен од ње, враћа се кући на неколико дана, кришом. Њена мајка, Тодора, слуга Магда, брзо преуређују кућу, чисте је, стављају раскошне ствари... Софка почиње да размишља како је кућа вероватно продата, а убрзо са њеним оцем долази и човек ког зову Газда Марко. Уверена да је он купац куће, понекад јој је нејасно што се загледа у њу. Убрзо ће сазнати да њен отац заправо живи у сиромаштву, а како би избегао потпуни крах своје породице, одлучује да да Софку Газда Марку, сељаку, да је уда за његовог сина, Томчу, који тада има дванаест година. Софка се буни, доживљава тешко реалност, одлази и код оца да се жали и да не жели да се уда.
| „                                | — Ја не могу! — Ни ја не могу. И одскочи од Софке, усправи се. Софка виде како му се по ћилиму прсти од ногу у чарапама грче, тресу. Да га као умилостиви, продужи Софка. — Срамота! Од другарица и света срамота ме, тато! — И мене је срамота! Једнако усправљајући се и већ од беса тресући се, И то не као пред Софком, већ као пред самим собом поче сав јад да излива: — Зар мене није срамота? Зар ја то хоћу, мило ми? Зар ја не знам колико је то што ја то морам? И то ја, ја! Ох! | ” |
| — Борисав Станковић, Нечиста крв | |   |

### Свадба
Љиљана Пешикан Љуштановић из романа издваја свадбу која кулминира у оргијастичком избоју, „где се сви мушки претварају у једног мушкарца, а све жене опет у једну женку“. Потом, ту је мирис цркве, „боје“ ноћи, газда Марково рушење обичајности када, иако поред традиционалне маргинализације избија као Софкина недодирљивост и потпуно владање над свим и свачим, чак и у ноћи, иза затворених врата, поред којих су чувари, надгледајући да је нико не погледа. Чини се да то не сме нико, осим газда Марка који је касно покушавао да врати непроживљену младост: „Капију бре затварајте, капију замандаљујте, да нико, нико… Ах! Ах!“.
Потом је оно стање Софке које Бора назива „оно њено“, иза којег је њена тзв. двогуба природа. На крају, ту је и та магијска свадба.
1. Онда би почела да иде не знајући зашта и чисто да се вуче као болесна… док, а то одједном, изненада, сву је не обузме оно „њено“: снага јој у часу затрепери и сва се испуни миљем. Осети како поче сва да се топи од неке сладости.
2. - Тато! - поче Софка, а то „тато“ једва је изговарала, од толике горчине и увређености што он тако са њом ради. - Ја не могу и … нећу… И осећајући да ће изгубити сву кураж и бризнути у плач пред њим, доврши брзо: - Ја не могу и нећу за таквога да пођем!
3. - А са тим халакањем, усклицима настаје све већи шум, кретање, звецкање мамуза, јатагана, крцкање нових силава, тако да се Софки не тек поче него сасвим учини све ово као логор. И они, и ова кућа, и ове њихове жене, онако у својим крутим футама, још крућим и чак до пете дугачким и новим кошуљама, а опет свака са око паса обешеним ножићима, ланцима; па онда оне њихове испред куће и по моткама пребачене бисаге, узде, узенгије, а дотле онај велики огањ, око кога су се окретала и цврчала читава телад – све јој се то учини као неки логор, као неко одмориште, где се они сад сви са њом, својим пленом, зауставили, да се одморе, па опет некуд, далеко, незнано куд крену се и пођу…

Од драматичне и еротски сензибилне ситуације, али и перспективе, Станковић прави готово канонско одступање, што нити у реализму, нити у модернизму није типична идеја. Еротско није код њега вулгарно и гротескно, већ је више осујећени покушај нечег недозвољеног које се у самом делу, неспорно, санкционише. И не само у Нечистој крви. Чак и код божјака – код Назе, на пример.
| „                                | Није се бирало ко ће где да седне, где да се извали. Ни муж код своје жене, ни жена код свога мужа, него где се нашло, где се могло. Не осећали се болови од суседних лактова у прсима, од туђих, не мужевљевих колена међ скутовима. И са ужасом Софка је гледала како је све то почело да постаје, да се стапа у једно. Сви мушки претварају се у једног мушког, све женске такође опет у једну општу женску. Ни старо, ни младо, жена, снаја, стрина, ујна или какав род. Само се знало за мушко и за женско, и онда једна мешавина: стискање, штипање, јурење око куће и кркљање. Толико је то ишло, да је она мала, питома Миленија, сигурно не могући више да издржи тамо по дворишту и по кутовима најезду толиких њих, који су је јурили, побегла отуда овамо и почела да се крије око Софке и трпезе. А била је сва изломљена, изуједана, а опет сва срећна и обамрла од силне насладе. | ” |
| — Борисав Станковић, Нечиста крв | |   |

### Крај романа - Софкин живот са Томчом
Марко је, међутим, заправо желео Софку за себе. Током Софкине брачне ноћи, Софка закључава себе и Томчу у спаваћу собу да избегне Марка, који туче своју жену и моли Софку да га пусти унутра. Одједном, Марко, уплашен од жеље за Софком, одлази да се бори у рату против Албанаца, у ком гине. После његове смрти, Софка и Томча живе срећно, а Томча израста у привлачног мушкарца. Међутим, стиже Мита да тражи новац који му је Марко обећао. Томча, схрван сазнањем да је Софку купио његов отац, почиње свакодневно да је злоставља. Софка почиње да пије и да рађа децу, која се углавном рађају бледа и болесна, због клетве 'нечисте крви' која је почела давно, код Софкиних предака. Она губи своју лепоту и постаје стара и тиха, незаинтересована за било шта осим за пиће и седење у тишини. На крају романа, Софка седи крај огњишта у којој нема ватре, само пепео. Виде се како са штапом пролази кроз пепео док њена деца трче по кући.
Како пише Петровић, Софкин прелазак из високе, варошке културе у периферну, сеоску средину у којој ће њена лепота бити спуштена на овоземаљску, баналну разину, биће драстичан пад и у исти мах трагедија јунакињине самообмане о властитој изузетности у постојећим животним околностима. У том смислу, Нечиста крв развија визију лепоте и виталистичке енергије чија супстанца неминовно нестаје на друштвеној позорници којом владају материјални интереси. Својом истранчаношћу, самосвешћу и дубоким моралним осећањем, Софка је далеко изнад своје околине и зато њена тешка и незаслужена судбина представља снажну осуду ружне стварности и баналног света који све изузетно жели да сведе на своју просечну меру.

## Ликови
- Ефенди Мита - Софкин отац
- Газда Марко - Софкин свекар, Томчин отац
- Софка
- Томча - дечак за ког ће се Софка удати
- Тодора - Софкина мајка
- Стана - Софкина свекрва
- Магда - слушкиња у Софкиној кући
- Арса - слуга у Марковој кући
- Тоне - бивши слуга Софкине куће
- Роми - обично представљени као свирачи и певачи

### Анализа ликова
Говорећи о Софки, Кашанин је рекао да је она „најплеменитија и најдубља женска личност у свој нашој књижевности“. Многи су тумачи видели ту сличну снажну „линију додира“ код женских ликова наших реалиста, нпр. код Јакова Игњатовића, као што Михајло Пантић пореди Софку са Шамиком. Исидора Секулић је Томчу видела као најнесрећнијег у роману. Видела је да је „[…] дете и муж од дванаест година, гурнут у прву брачну ноћ од два бесрамна оца, у брачну собу са Софком од двадесет шест година“. Драгомир Костић дели мишљење о трагичности Томче, ни питаног, ни присутног, сасеченог када је почео да живи самосталније и достојанственије. Слична, али са мање саосећајности је судбина ефенди-Митина, чије бежање од одговорности није помогло да побегне и да се сакрије, увек беговски неактиван, јер, како би рекао Вук Филиповић, живи на „бившем угледу и ауторитету, на бившој позлаћености дома“. У таквом се дому није водило рачуна о другоме. „Станковићеви јунаци као да су далеко од истинске, бесповратне љубави према човеку“, пише Благица Златковић, имајући на уму и став Ериха Фрома да љубав није осећање којем свако може лако да се препусти и да је љубав осуђена на пропаст ако личност не покуша да се цела не развије. „Љубав нас дефинише, она је решење проблема људског постојања“. Ерих Фром извлачи и социолошку димензију породичног статуса, где човека види као производа средине из које потиче, види га кроз финансијска средства којим располаже или које „распоређује“, као и кроз односе хијерархије, као што види и традицију. Израз особености породице ефенди-Мите, Данијела Здравковић види кроз издвајање, затварање и дистанцирање од осталог градског света, сматрајући „да је за припаднике богатијих слојева био породични и животни императив“.
А знајући шта је чека, Софка се чак каје што није мирније прихватила очеву идеју, већ је показала како се жртвује, како приноси себе ради њих. Ту се осећа извесна доза ината, али и једна врста потребе да се дође до успеха, оног успеха који је очигледно само њој знан. Тај би „успех“, на известан начин, значио крај чекању, крај непомерању, крај мучењу. Одлука о удаји и њено пристајање, налик је смрти. Само што свака смрт није и кончина! Павле Евдокимов је писао „да неки истрпе смрт једанпут од мача, а други подносе мучење љубави која их крунише изнутра, а свет то не види“. Зато се, на пример, не би могло са сигурношћу тврдити о непостојању архетипа религиозности код Софке.

## Структура романа
Роман "Нечиста крв" највиши је домет овог писца, дело његове креативне зрелости и стваралачких моћи. 
Сложеност садржаја који је имао да исприча захтевала је и сложеност стваралачког поступка. Из потребе да помогне читаоцу у општењу са јунацима свог дела, писац се толико везује за њих, за њихов начин мишљења и изражавања. Станковић је Врањанац и говор Врања је његов матерњи језик. Он је најбоље умео да мисли и говори тим језиком. Хтео је зато суштину и смисао мисли и речи својих јунака уметнички да афирмише и језички аутентично.
Структуру романа "Нечиста крв" Бора Станковић заснива на густом сплету психолошких и социјалних детерминанти, на њиховим безбројним и изукрштаним наслагама под којима живе потиснути нагони и интереси, страсти и неостварени снови, визија жуђене лепоте и трагична поезија жртвоване младости. 
Структуром монолошких целина, Станковић је пружио блиставе примерке прозних слика стања људске душе које делују ненадмашном пластичношћу и одиста су право чудо у нашој књижевности тога времена. Готови сви проучаваоци и књижевни критичари који су писали о књижевном делу Станковића, истакли су како је мало дијалога у Бориној прози. Јунаци проговарају само у крајње критичним ситуацијама, у тренуцима кад се кидају и руше патријархалне норме понашања, кад се мора ићи преко њихових баријера. 
Ентеријери, пејзажи и портрети, с обзиром на функцију коју ти елементи структуре имају у роману, упућују на сву сложеност релација из којих су настали и како су обликовани. Уметнички поступак Боре Станковића у структурирању ентеријера и пејзажа дубоко је функционалан и зато изгледа једноставан. 
Организација језичког материјала у структури романа показује да Станковић није мајстор углађеног прозног израза и спољашњег склада реченице. Међутим, функција језичко-стилског израза у структури дубоко је усклађена са приповедачевом концепцијом да нарацију најчешће води са тачке гледишта својих јунака.
Читање прозних и драмских текстова Борисава Станковића открива једну необичну семантичку закономерност, која до сада зачудо није уочена, наиме, књижевни ликови по правилу имају само лична имена, док презиме на која упућују на припадност породици нема. Ова појава је тим необичнија када се зна колико Станковић у књижевним делима посвећује пажњу брижљивом опису неговања фамилијарних односа, било у интими дома или на светковинама поводом породичних празника. Те породичне гозбе, најчешће крсна слава, Божић или Ускрс, одвијају се по веома строгом протоколу, у тој мери да се њихов опис скоро непромењен може транспоновати у неки етнолошки запис. Због свега тога, изостављање презимена, као ширег одређења појединца, не може бити случајно. Софкину породицу, древнију и угледнију у односу на Младенову, Станковић описује на следећи начин:
| „                                | Њихова је кућа била стара. Изгледа, да од када је варош почела постајати, да је и та њихова кућа већ тада била ту. Цела родбина из ње је произишла. Од увек саме би владике, приликом великих празника, после службе, прво код њих долазили на честитање, па тек онда ишли у друге куће, такође старе и чувене. У цркви имали су свој сто, а на гробљу своје гробове. Гробови све од мрамора а једнако, и дању и ноћу са запаљеним кандилима. | ” |
| — Борисав Станковић, Нечиста крв | |   |

Роман доноси шуму Станковићевог приповедачког искуства и његовог познавања човека и света. Заснована као друштвена хроника родног града, Нечиста крв прерасла је у изразит роман личности, психолошки утемељена, а да при томе није изгубила битних обележја друштвеног романа. То је, можда, јединствен случај у српској књижевности да је постигнут пун склад између социолошке и психолошке мотивације. Лик необичне лепотице Софке, као и ликови других јунака романа, међу којима се издваја снажна личност газда Марка, Софкина свекра, осветљени су изнутра, психолошки или, чак, психоаналитички, фројдовски, али све што се с њима догађа мотивисано је социолошким чињеницама: историјом. двеју породица које припадају разним сталежима, сукобом између старог и новог, између старих богаташа, чорбаџија, који бескрупулозну борбу за самоодржавање прикривају господским понашањем, и нових богаташа, обично сељака који се спуштају у град, носећи у себи свежу крв, неистрошену енергију и рушилачку агресивност.

## Име романа "Нечиста крв" ("Уклета крв")
Многи људи и данас назив романа "нечиста крв", поготово они који га нису читали, повезују са инцестом, иако се инцест нигде у роману не помиње.  Назив романа "нечиста крв", означа уклету, проклету, злу, лошу крв/генетику. Тако да би најприкладнији назив, разумљив данашњим читаоцима и прилагођен савременом књижевном српском језику, требало да буде "Уклета крв", или можда још приближније данашњем српском језику, "Лоши гени".
Венчавање унутар породице, међу рођацима није никада био обичај српског народа (за разлику од неких других народа, нпр. јеврејског).  Тако да назив романа "нечиста крв" треба схватити као проклету, уклету, злу, лошу крв/генетику (слично као у изразу "нечисте/зле силе").  
Назив романа је "Нечиста/Уклета крв", јер Софка у роману рађа бледу, болесну децу, која умиру по рођењу, због уклете крви/гена, односно због породичног проклетства.
Проклињање потомства, крви, и наследства је била честа појава у српском народу, која се може сагледати и у Косовској клетви: 
„Ко је Србин и српскога рода,
И од српске крви и колена,
А не дође на бој на Косово:
Не имао од срца порода,
Ни мушкога, ни девојачког!
Од руке му ништа не родило,
Рујно вино, ни пшеница бела!
Рђом кап’о, док му је колена!”.
У таквом прелазничком менталитету одвија се велика драма појединца који је жртва тога времена и стања, јер је време у роману прелазно раздобље између старог, нежељеног, и новог, неформираног и нејасног довољно. Могуће је да су та времена и стања била страна многима, чак свима у роману, осим Софке. Јер, Софка је увек знала све или, како би писац рекао, „од увек, откако памти за себе, - знала за све. И као што је, ни за шта не питајући, осећала и разумевала све шта се око ње догађа, тако је исто знала и за себе, шта ће с њоме бити“. То је „Софкина спознаја о неизбежном усуду коме нико не може избећи“, пише Снежана Милосављевић Милић када говори о два наратива као новини у роману Нечиста крв, о итеративном приповедању (приче јунака) и виртуелном наративу (субјективна визура јунакиње као приповедање изнутра).

## Психоанализа дела
На првим страницама зборника Владета Јеротић је одредио да је Бора Станковић „нечисту крв“ из себе излио и претворио у велико дело, упоредивши роман Нечиста крв са Злим дусима Достојевског. Јеротић је у свом тексту поставио дилему: да ли ће будућа генерација наших људи читати Бору Станковића и да ли ће нека болна и стваралачки расположена душа да се лати жала за младошћу, видевши у њему, како је рекао, „архетип свих људи“
Растући у условима и породици која је "изнад света", која се није дружила са околином, Софка је остала изолована, што има за последицу сужавање могућности за развој објект либида. То је условило повећање секундарног нарцизма и јачање инцестуозних веза. Нереализована љубав са родитељима веома је кобна за дете јер нису постојали услови да се та веза засити и превазиђе.
Ефенди-Мита је осећао и добро знао сву снагу новца у једном сиромашном класном друштву, и сву беду кад се без њега остане. Он друге љубави и другог страха није имао. Његово понижење пред Софком није ни приближно имало онај значај за њега као за саму Софку. Она, видећи оца сиромашног, престаје да га воли и цени, што значи да ни она није била имуна од ове врсте фетишизације.
Чим је овај отац-идеал био срушен, Софка је била спремна да оствари љубав. Али какву љубав?
У наредном периоду Софка ће два пута бити на прагу љубави. Али обе имају инцестуозан карактер и ни једна неће бити реализована. Прва љубав са свекром Марком била је, дакле, са човеком који је имао улогу оца. То није случајно. И друга љубав је била, опет, инцестуозна али се Софка сада појављује у улози мајке која гаји дете које би јој касније требало да постане- муж. 
Далеко значајнију улогу има ефенди-Митин егоизам. Њега је Станковић приказивао у више облика и на више места. Од инфантилне себичности, када нагомилава кућу са колачима које воли, не дајући никоме да их проба, па до продаје своје једине кћери. Врхунац његове безграничне себичности испољио се онда када је дошао у посету Софки, у њен нови дом, и кад ју је видео задовољну и срећну заједно са Томчом. Ова Софкина срећа била му је тежа од његове беде и сиромаштва. Овакву патолошку себичност можемо схватити као инцестуозну љубомору оца на кћерку која остварује срећу без њега, чак и заборављајући га. 
Ефенди-Митина себичност и гнусан поступак који је починио у Софкином новом дому не би били тако разорни да нису наишли на плодно тле, на дивљу Томчину природу, која је притајено чекала да се отргне и завлада његовим бићем. Његов опаки садизам према Софки је трајао целога живота, исто толико колико и Софкин пасивни отпор према њему.
Станковићеви јунаци, по правилу, никад не истрају у борби. Његови јунаци се боре само тако и само толико да би њихов пад био спектакуларнији и трагичнији. Дубина Софкиног пада сразмерна је висини до које су се она и њени преци били подигли.

### Еротско у делу Боре Станковића
Од драматичне и еротски сензибилне ситуације, али и перспективе, Станковић прави готово канонско одступање, што нити у реализму, нити у модернизму није типична идеја. Еротско није код њега вулгарно и гротескно, већ је више осујећени покушај нечег недозвољеног које се у самом делу, неспорно, санкционише. И не само у Нечистој крви. Чак и код божјака – код Назе, на пример. Највећи део критичарског изражавања оваквог отпора везује се за патријархалност. Има ту места потврђивању. Али, осим колективних правила и закона, изгледа да је реч о индивидуалној реакцији Бориних јунака. Као да је свима који одустају од телесног угођаја битније како ће пред Богом, но како ће пред људима.
Готово да и не постоји неко Борино дело које није прожето помамном жудњом за Еросом, жудњом која се никад не остварује али којој неко сећање не да мира. 
Већ нам је знано. Ни једна љубав Борина, ни она у личном животу, нити она у његовом стваралаштву, не остварује се. Зашто? Дакле, љубав се не постиже и не достиже јер се недовољно снажно тражи, а не тражи се снажно, не само због недовољно страсти онога који воли, већ и због унутрашњих забрана различитог порекла које и саму страст нагризају; порекла најчешће инцестуозног, агресивног, услед страха од одбијања због сујете која је јача од љубави, затим страха од губитка вољеног, али и оног дубљег страха: због ишчезнућа љубави, стапања са љубљеним из доба пре сепарације.
Није било нимало потребно да Бора ову метафизичку трагику љубави интелектуално схвати. Он је доживљава као уметник потресно и дубоко у себи. 
Силина присутне еротске чежње у Бори Станковићу и његово рано наслућивање да је неће моћи никад остварити, управо он лично, такав какав је био, конституционално и условљен средином, као и присуство оног, увек енигматичног што се зове таленат, учинили су да је Бора Станковић релативно рано почео са сублимацијом Ероса писањем прича, а касније и драма.

### Жена
Сликајући жену Бора Станковић је у највишој мери изразио људско неспокојство, узбуђене снове и немирне душе. Жена је у његовом делу песничка суштина, она је магија љубави и понор бола, недостижна и неповратна, као младост. 
Бора Станковић је први у нашој књижевности открио врло снажни унутрашњи свет патријархалне жене, први је проговорио о њеном великом узбуђењу срца, о лепоти њених заноса, о дивљој страсти која је спутана, сакривена и која зато утолико јаче гори, сажиже.

#### Софка
Софкин невољан пристанак да пред уценама "споља" пође за недрагог представља одлучујући тренутак у заокруживању њеног лика; заправо, то је тачка из које је описан круг њеног живота. У том драматичном часу, кад се могло очекивати пуно испољавање мисли и интереса, и кад се све стекло за непосредније одређење централне идеје-јер је то и кулминација централног сукоба-Борисав Станковић следи психологију својих јунака, те Софкиним "нећу" и ефенди-Митиним "мораш" само прикрива и надвикује садржајније драме које су се распламсале у њима понаособ. Али, мада је у том тренутку основна идеја остала прећутана, она је, у ствари, присутнија и снажнија за њено обуздавање и ућуткивање: на први поглед, Софка се, делом под принудом, делом из сажаљења и љубави према оцу и кући, одлучује на жртву не би ли бар привремено и привидно зауставила породичну пропаст. 
Рекла је "нећу" и стога што стварно није хтела; рекла је "не могу" јер заиста није могла. Нечувено је било то што чини, али никога није изненадило, јер се од почетка наслућивало да она неће бити једна од оних "светица" које беспоговорно иду скоком куд отац каже оком и које, погледа упртог у земљу, примају похвале и шамаре. 
Па ипак, као што знамо, Софка није одолела. Зашто? 
Годинама упразно снатрећи и блудећи у осами, проводила је своје девојаштво све паничније слутећи да се њени магловити снови неће никад обистинити. Штавише, рекло би се да у ороњавању некадашњег породичног богатства и угледа подсвесно проналази и сопствену кривицу, да инстиктивно жели саучесништво у испаштању, казну за умирење незаслужене грижње савести. 
Великомучеништвом покушава да спасе већ убијено достојанство, али то је само један од трзаја у агонији. Љуто се варала да ће величином и спектакуларношћу своје и својевољне жртве изазвати дивљење без сажаљења. Разуверила се у то у амаму тада је први пут детиње немоћно заплакала. Отад су почеле да теку сузе, и до краја су се точиле са ракијом у којој је очајнички тражила утеху за изгубљена сновиђења и за згажен живот.

## Адаптације
Филм Радоша Новаковића Софка из 1948. са Вером Греговић у главној улози је прва филмска адаптација романа. По њему је 1991. снимљен филм са Мајом Стојановић у главној улози, а 1996. објављен као Нечиста крв. Минисерија везана за ову адаптацију под називом Тајна нечисте крви емитована је 2012. Преднаслов филма, под називом Нечиста крв: Грех предака, објављен је 26. августа 2021. године. Постоји и серија Нечиста крв, снимана током 2020. године. Од 4. децембра 2021. се премијерно приказивала на РТС 1.